# 小行星15263
小行星15263（15263 Erwingroten）是一颗绕太阳运转的小行星，为主小行星带小行星。该小行星于1990年10月13日发现。

## 轨道参数
小行星15263的轨道半长轴为2.4056668 UA，离心率为0.112。